# Диоскорид (стоик)
Диоскорид (Грчки: Διοσκορίδης, активан 225 п. н. е.), понекад познат као Диоскурид, био је стоички филозоф.
Био је отац Зенона из Тарса и Хрисипов ученик. Све остале информације о његовом животу су изгубљене.
Још једног Диоскорида помиње Диоген Лаертије. Овај филозоф је био пирониста и био је ученик Тимона из Флиунта.

## Наслеђе
Хрисип је Диоскориду посветио следећа дела:
- Четири књиге о вероватним коњунктивним разлозима[2]
- Пет књига о уметности расуђивања[3]
- Решење, према принципима древних, закона непротивречности[4]
- Пет томова дијалектичких аргумената, без решења[5]
- Две књиге о вероватним аргументима који се односе на дефиниције[6]
- Есеј о реторици, који обухвата четири књиге[7]